# Antón Aristárjov
Antón Andreyévich Aristárjov (en ruso: Антон Андреевич Аристархов; Noguinsk, 11 de febrero de 1999) es un deportista ruso que compite en tiro, en la modalidad de pistola. Ganó una medalla de oro en el Campeonato Europeo de Tiro en 10 m de 2025, en la prueba de pistola 10 m solo.

## Palmarés internacional
| Campeonato Europeo | Campeonato Europeo | Campeonato Europeo | Campeonato Europeo |
| Año                | Lugar              | Medalla            | Prueba             |
| ------------------ | ------------------ | ------------------ | ------------------ |
| 2025               | Osijek (Croacia)   | Medalla de oro     | Pistola 10 m solo  |